# Podjasnogórska
Podjasnogórska – dzielnica Częstochowy położona na zachód od Śródmieścia. Jej teren obejmuje okolice ulicy św. Barbary oraz część wzgórza Jasna Góra wraz z parkami podjasnogórskimi (sam klasztor jasnogórski formalnie znajduje się jednak w granicach Częstochówki-Parkitki). Znajduje się również zaplecze hotelarsko-usługowe oraz osiedle mieszkalne.
Dzielnica jest skomunikowana dziennymi liniami autobusowymi 11, 21, 22 i 31, natomiast po ulicach stanowiących granicę z dzielnicą Śródmieście kursują dzienne linie autobusowe 12 i 16.

## Parki podjasnogórskie
Park o powierzchni 11,8 ha powstał na wschodnim stoku wzgórza jasnogórskiego w latach 1843–1847. Następnie został przeprojektowany przez Franciszka Szaniora w związku z Wystawą Przemysłu i Rolnictwa w 1909.
Wówczas powstały modernistyczne budynki: Muzeum Higieniczne (później Muzeum Regionalne, następnie Muzeum Górnictwa Rud Żelaza, obecnie Pawilon Wystawowy Muzeum Częstochowskiego), Pawilon Przemysłu Ludowego (spichlerz polski) oraz Pawilon Towarzystwa Akcyjnego „Zawiercie” (obserwatorium astronomiczne, teraz również część Muzeum), a także wzorcowa zagroda włościańska (miejsce wystaw) i altana, w której latem odbywają się koncerty. Wszystkie znajdują się w południowej części parku, która po 1918 nazwana została imieniem Stanisława Staszica. Druga (północna) część nosi nazwę 3 Maja.
Obie części dzieli symetrycznie al. Henryka Sienkiewicza, łącząca aleję Najświętszej Maryi Panny z placem Pod Szczytem. Znajduje się przy niej grób nieznanego żołnierza.
Parki wysadzone są 92 gatunkami drzew i krzewów, z których 35% stanowią gatunki obce. Cztery drzewa mają status pomnika przyrody: dąb szypułkowy i klon jawor w Parku 3 Maja oraz kasztanowiec biały i klon pospolity w Parku Staszica.
W parkach stoją: popiersia Stanisława Staszica i Kazimierza Pułaskiego (w Parku Staszica) oraz pomnik Stanisława Moniuszki (w Parku 3 Maja). Ponadto u wylotu alei Sienkiewicza wznosi się pomnik ks. Jerzego Popiełuszki.
Zaplanowana została rewaloryzacja parków, którą przeprowadzono od marca 2007 do lutego 2008.

## Ulica 7 Kamienic
Powstała w drugiej ćwierci XIX w. na gruntach klasztornych. Pierzeja południowa zabudowana jest jednolicie jedenastoma (sic!) piętrowymi kamienicami, głównie późnoklasycystycznymi i eklektycznymi.
W dolnej części do ulicy przylega Park Stanisława Staszica od strony północnej. Po drugiej stronie ulicy znajduje się Akademia Polonijna.
W kamienicy nr 17 urodziła się i mieszkała Halina Poświatowska. Na elewacji frontowej domu nr 21 znajdują się sztukaterie wykonane przez mieszkającego w nim rzeźbiarza Józefa Baltazara Proszowskiego. Na przełomie 1944 i 1945 przebywał tu Leopold Okulicki. Po upadku powstania warszawskiego – 5 października 1944 roku, siedziba kwatery Komendy Głównej Armii Krajowej przeniesiona została do Częstochowy i mieściła się przy ulicy 7 Kamienic 21, aż do 19 stycznia 1945 r.
Obecnie w parterach kamienic znajdują się przede wszystkim punkty gastronomiczne i sklepy z dewocjonaliami.

## Galeria

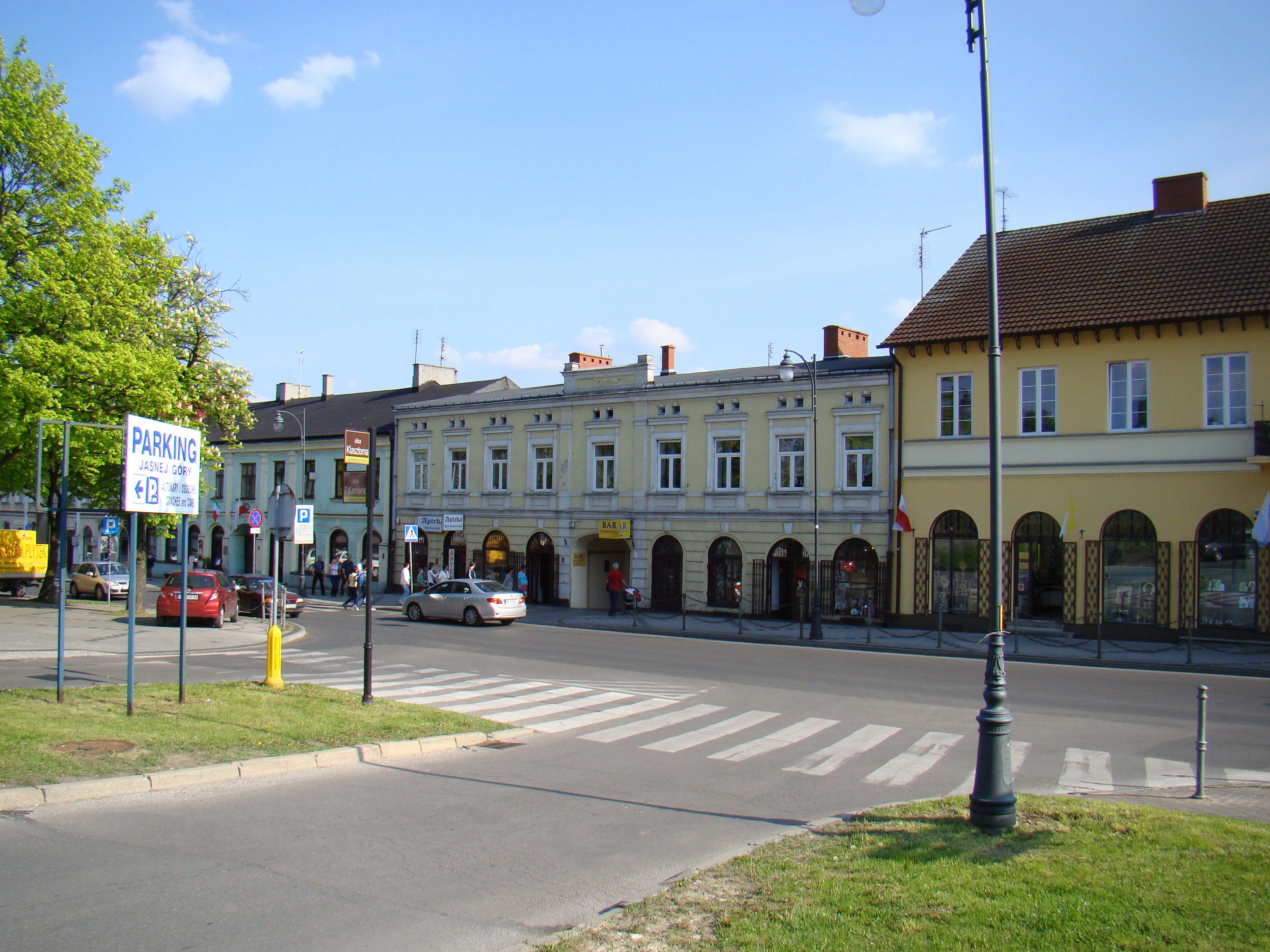
Zabytkowa ul. Siedmiu Kamienic
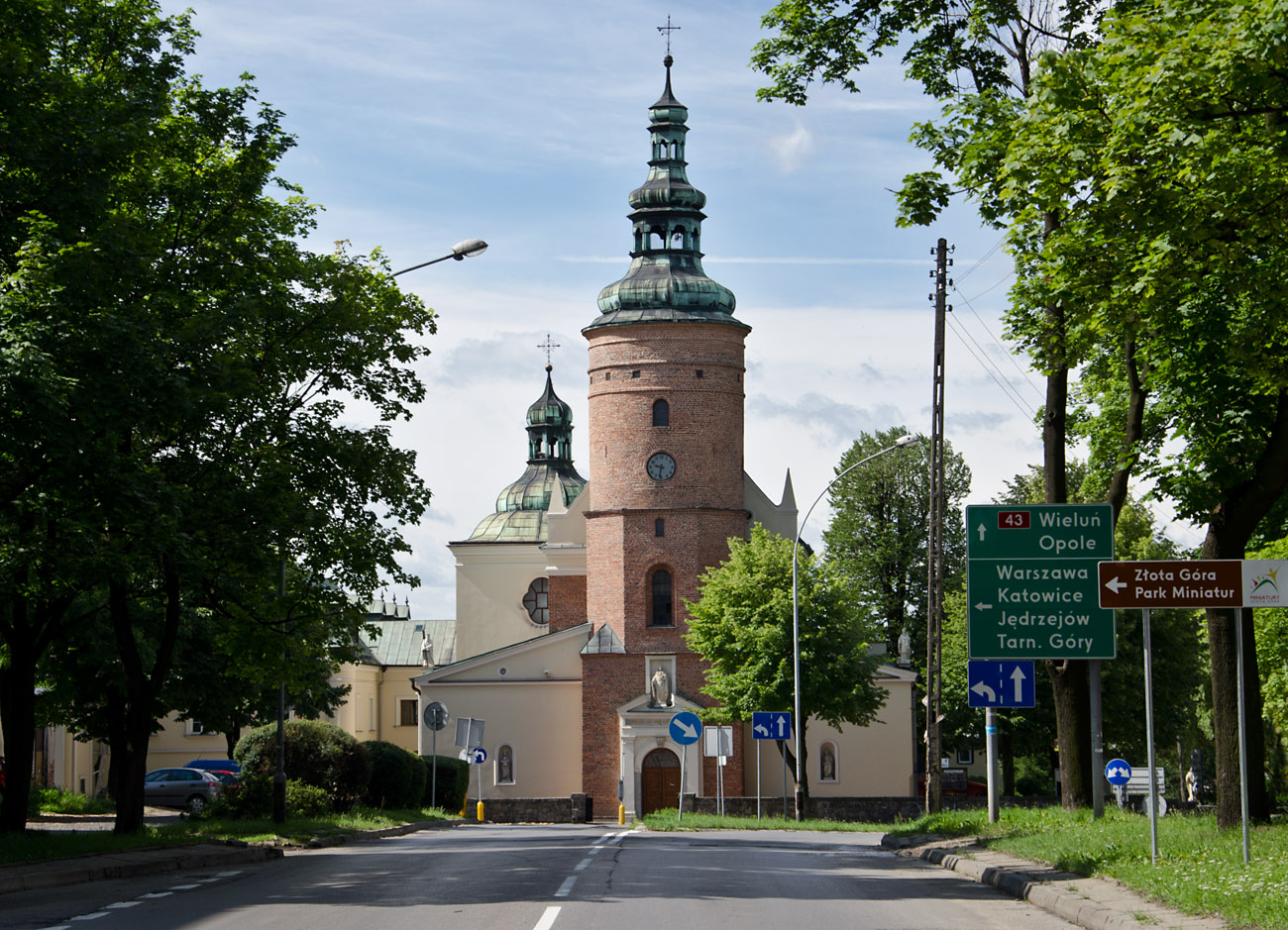
Front kościoła śś. Barbary i Andrzeja
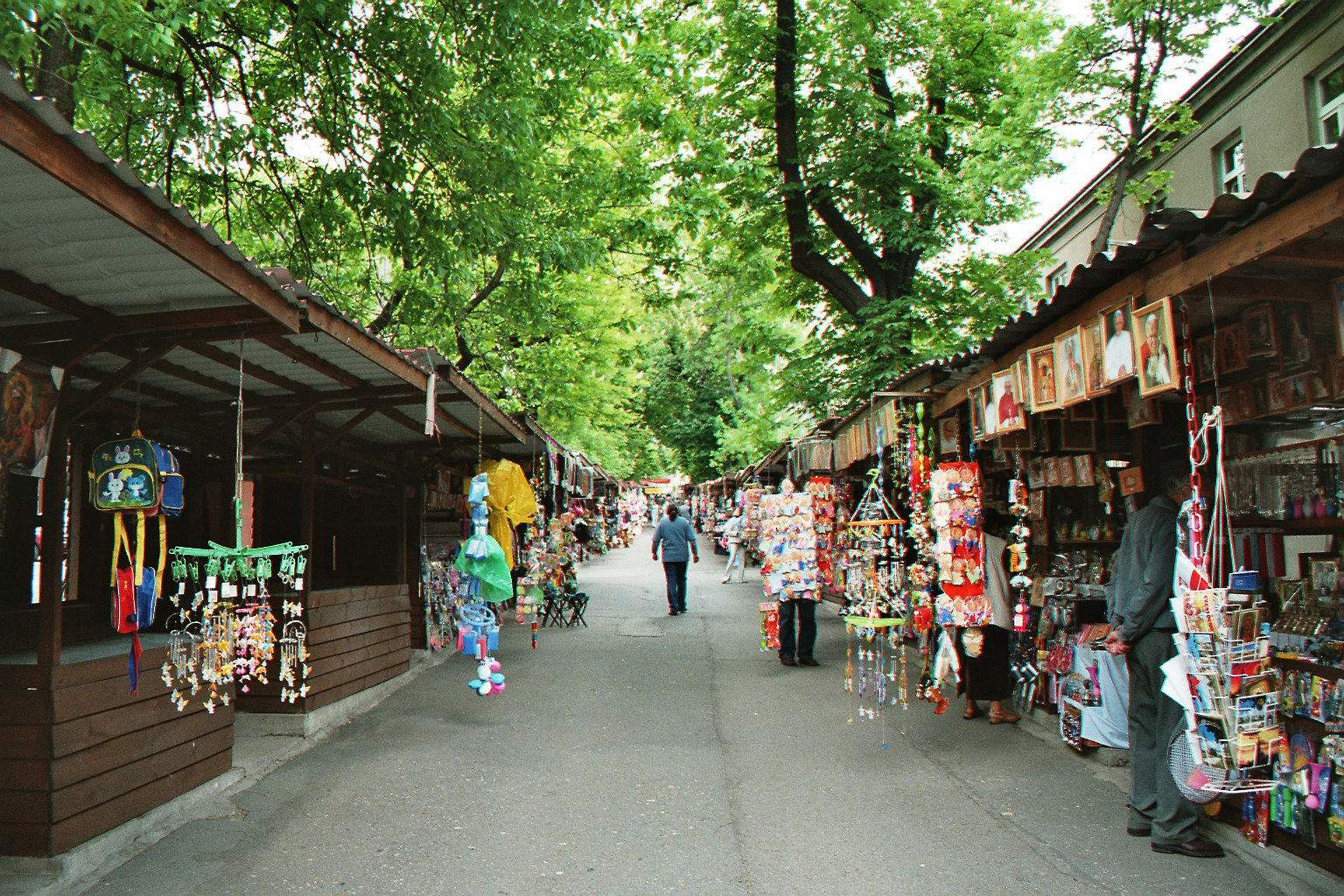
Targowisko przy ul. św. Barbary
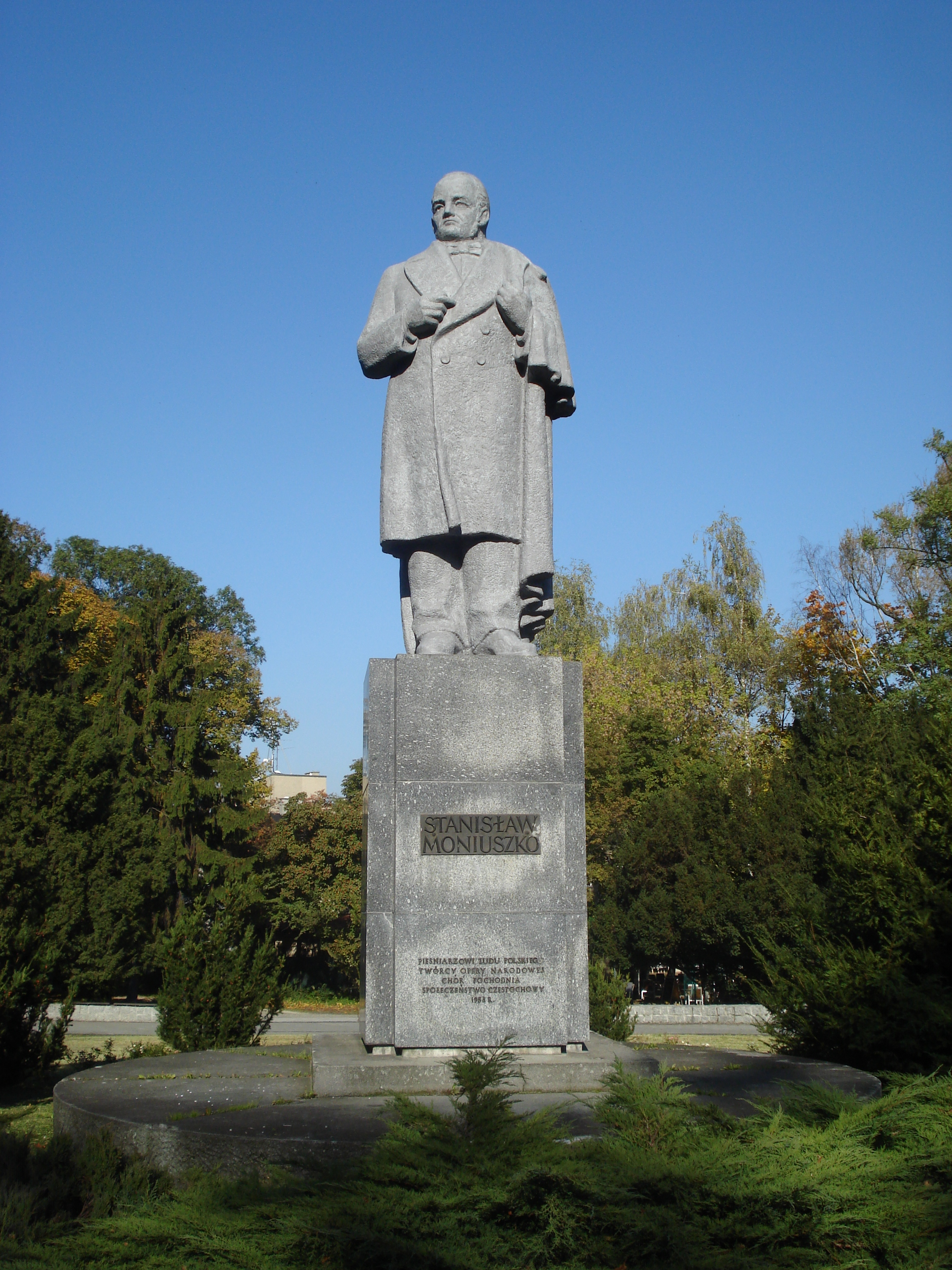
Pomnik Stanisława Moniuszki w parku 3 Maja
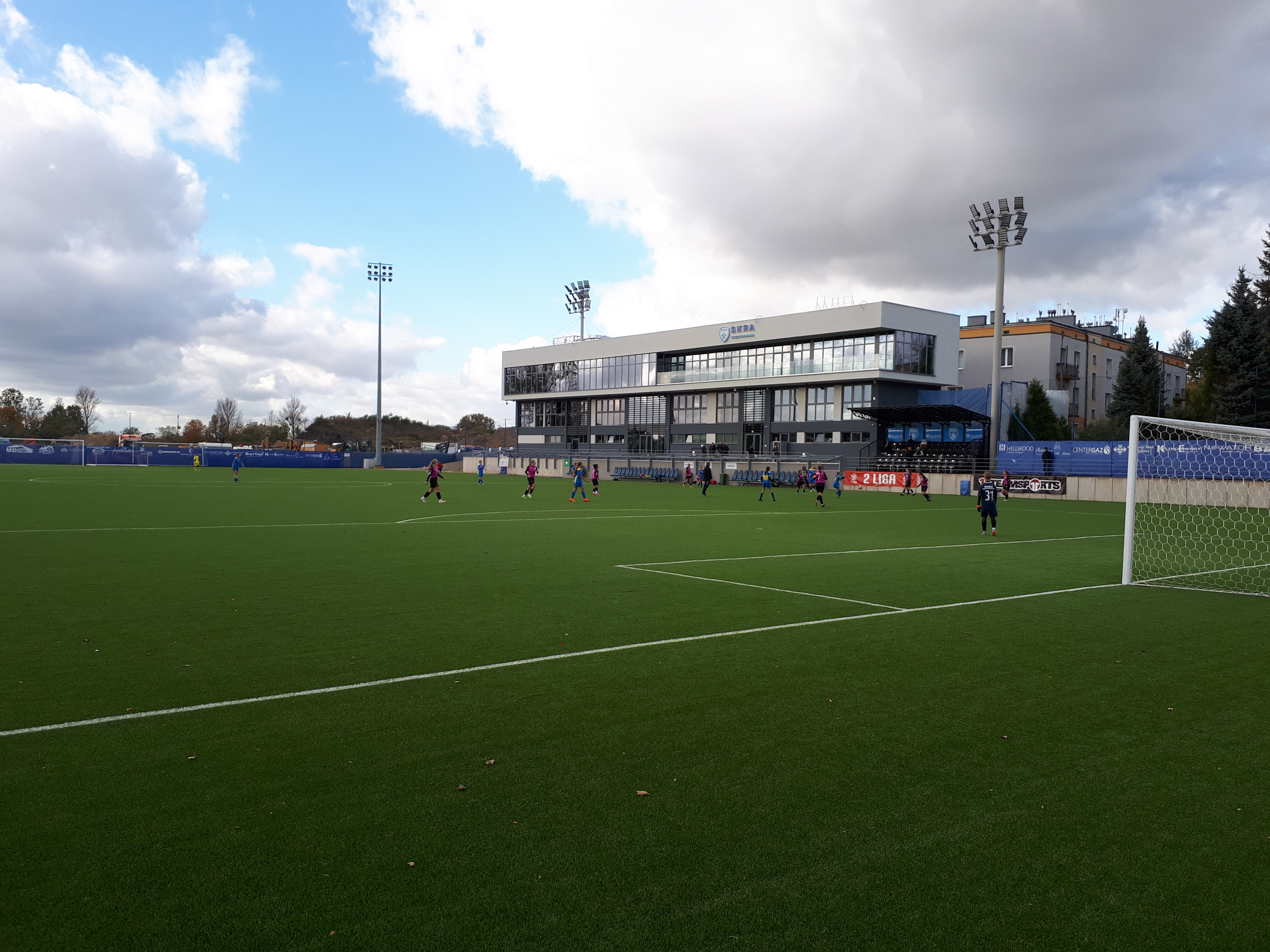
Stadion Skry Częstochowa